# 弧矢增廿三
HD 64440，即船尾座a（a Puppis，a Pup），又名CD-40 3579，SAO 219082、HR 3080，是一颗船尾座的恒星，视星等为3.73，位于銀經255.35，銀緯-6.86，其B1900.0坐标为赤經7h 48m 46.7s，赤緯-40° -6.86′ 4″。